# Eskil Suter
Eskil Suter (Turbenthal, 29 de junho de 1967) é um ex-motociclista suíço da MotoGP, e desenvolver de chassis.

## Carreira
Eskil Suter fez sua estreia na 250cc em 1991.
Nascido em Turbenthal, Zurique, Suíça, Suter terminou em segundo lugar na classe Leve Internacional de 250cc de 1991 no Daytona International Speedway. Suter teve suas melhores temporadas na 1994 e temporada do Grand Prix de motociclismo de 1996 1996 quando ele terminou em 13º lugar no campeonato mundial de 250cc. Ele correu em uma rodada do Campeonato do Mundo de Superbike de 1997, mas não conseguiu pontuar.

## Tecnologia Suter Racing
Suter fundou uma empresa, chamada Suter Racing Technology (SRT) em 1996, que se especializou em engenharia de projeto aplicada em motociclismo. Suter desenvolveu, em cooperação com a Swissauto, a moto Muz 500, em particular o design e o conceito do chassi para a temporada de 1999, a equipe decidiu parar de usar o quadro ROC.